# Sear Bliss
A Sear Bliss egy magyar black metal zenekar Szombathelyről, melyet 1993-ban alapított a basszusgitáros, énekes Nagy András. A megszokott heavy metal hangszerek mellett szintetizátort és fúvós hangszereket (mint trombita és harsona, olykor furulya) is alkalmaznak dalaikban. A Sear Bliss Phantoms című bemutatkozó albumát a neves holland metal magazin, az Aardshock a "hónap lemezének" választotta 1996-ban. Ez volt az első (és egyetlen) alkalom a magazin történetében, hogy egy black metal album kapta ezt a megtisztelő címet.
A Sear Bliss az évek folyamán elismerést vívott ki az európai undergroundban egyedi black metal albumaival, melyeket olyan független nyugati lemezkiadók jelentettek meg, mint a holland Mascot, az amerikai Red Stream és utóbb a brit Candlelight Records. Pályafutása során a Sear Bliss olyan nemzetközi előadókkal osztotta meg a színpadot, mint a Marduk, a Tsatthoggua, Mortiis, a Tormentor, a Skyforger, az Immolation és a Malevolent Creation.

## Történet

### Kezdetek (1993-1996)
A Sear Blisst 1993 őszén az akkor 15 éves Nagy András alapította az Extreme Deformity death metal zenekar volt basszusgitárosával Tóth Csabával közösen, aki itt énekelt. Az első felállást kiteljesítő Barbarics János gitáros és Keibinger Norbert dobos az ugyancsak death metalt játszó Animosityből érkeztek. Tóth Csaba hamar távozik, a Sear Bliss ezzel egyidőben további tagokkal bővült. Csejtei Zoltán énekes és Csejtei Csaba gitáros az Extreme Deformity-t hagyta ott a Sear Bliss kedvéért, a szintetizátoros Winter és a trombitás Szűcs Gergely csatlakozásával pedig egy teljesen egyedi felállás jött létre. A zenekar nevét Nagy András egy Baudelaire-versben találta meg, a zenekar logóját pedig Winter készítette el.
1995 áprilisában Keibinger Norbert dobos kilép, miközben a zenekar az első demó dalain dolgozik. Mivel a felvételekig már kevés idő van hátra, ezért az Extreme Deformity dobosa, Bertalan Balázs segíti ki őket a stúdióban. A The Pagan Winter címmel májusban megjelent demó az európai extrém metal kiadókhoz is eljut és a holland Mascot három albumra szóló lemezszerződést ajánl a szombathelyi srácoknak. Winter rövid időre távozik a zenekarból, hogy saját zenei elképzelésein dolgozzon, de hamarosan visszatér. Eközben más posztokon is van mozgolódás a csapatban. Csejtei Zoltán beül a dobok mögé, az énekes így újra Nagy András lesz, aki továbbra is basszusgitározik. Augusztusban először játszik koncerten a Sear Bliss. Nem lépnek túl gyakran a nyilvánosság elé. 1995-ben és 1996-ban is csupán kettő-kettő koncertet vállalnak. 1996 elején már a bemutatkozó album felvételeivel foglalkoznak a szombathelyi LMS stúdióban Domby Bertalan és Vida Ferenc hangmérnökökkel.
A Sear Bliss első nagylemeze 1996 augusztusában jelent meg Phantoms címmel. A neves holland metal magazin, az Aardshock a "hónap lemezének" választja az albumot. Ez volt az első (és egyetlen) alkalom a magazin történetében, hogy egy black metal album kapta ezt a megtisztelő címet. Emellett német és brit magazinokban is pozitív kritikákat kapott a lemez, valamint interjúk jelentek meg a zenekarral a Terrorizer és a Rock Hard magazinokban. Az "Aeons of Desolation" dal válogatásalbumokra is felkerül. A tízezer példányban elkelt Phantoms album kedvező fogadtatásának köszönhetően a következő év nyitányaként a Mascot a The Pagan Winter demót kiadja cd-n, megtoldva egy friss szerzeménnyel. Ez a bónusz dal a 12-perces "In The Shadow of Another World", amely egy teljes albumnyi, soha ki nem adott számokat tartalmazó próbatermi felvétel alapján lett kidolgozva.

### Változások (1997-1999)
1997 február–márciusban első európai koncertjeit játssza a Sear Bliss a svéd Marduk előzenekaraként. A turné végeztével azonban a Csejtei fivérek kiléptek a zenekarból, majd rövidesen Winter is távozott. Az új tagok Schönberger Zoltán dobos és Scheer "Max" Viktor gitáros, a billentyűs hangszerek kezelését pedig Szűcs Gergely trombitás vette át. A következő albumot már a holland Beaufort stúdióban rögzítették, külföldi szakemberrel, bár a lemez keverését meg kellett ismételni, mert az első változat kiábrándította a zenekart. A Phantoms album gyors black metal dalaival ellentétben az 1998-as The Haunting atmoszferikus hangulatú, változatosabb anyag lett, mely megosztotta a rajongókat, de egyben új érdeklődőket is vonzott a Sear Bliss táborába.
A lemez élő bemutatására a zenekar lehetőséget kap egy háromhetes európai turnéra a norvég Ancienttel, de civil elfoglaltságaik miatt le kellett mondaniuk a részvételt. Decemberben viszont jubileumi koncerttel, pezsgőlocsolással, tortadobálással ünneplik Budapesten a Sear Bliss fennállásának 5. évfordulóját. Mivel a The Haunting megjelenésével a Sear Bliss kitöltötte a Mascot-szerződést, a következő album számára új kiadót kellett találni. A kiadókereséshez egy négyszámos promóciós felvételt készítenek új számokkal 1999 márciusában. A zenekar azonban újra tagcseréken esik át. Előbb Scheer Viktortól válnak meg, majd személyes ellentétek miatt a kezdetek óta Sear Bliss tag Barbarics János gitáros és Szűcs Gergely trombitás/szintis is kilépnek. A koncerteken kisegítő zenészek pótolják a távozókat. Nagy András basszer/énekes mellett ekkor egyedül Schönberger Zoltán dobos tagja hivatalosan a Sear Blissnek, de hamarosan csatlakozik hozzájuk Horváth P. András gitáros.

### Újra egyenesben (2000-2005)
2000 elején a Sear Bliss két újabb dalt rögzít Szombathelyen a Home stúdióban, de a harmadik stúdióalbum felvételei csak az év végén kezdődhetnek meg. Neubrandt István gitáros és Pál Zoltán harsonás csatlakozik a Sear Blisshez, és velük készül el a 2001-es keltezésű Grand Destiny nagylemez, amelyre a győri Nephilim lemezkiadóval kötnek szerződést. Azonban még a megjelenés előtt távozik Horváth András, akit a régi társ Csejtei Csaba vált. Később Ziskó Olivér (Cavum) lesz az új billentyűs.
A Grand Destiny kedvező fogadtatásra talált itthon és külföldön egyaránt, és a zenekar újra egy nyugati céggel tárgyalt a jövőről. A korábbi Sear Bliss lemezek amerikai terjesztését végző Red Stream kiadó lelkesedése végül egy háromlemezes szerződésben öltött testet. Első lépésként az Államokban is megjelentették (az eredeti kiadáshoz képest majd' egy év elteltével) a Grand Destiny albumot. A Sear Bliss azonban már az új dalokon dolgozik. A március–áprilisi felvételeket követően 2002 októberében jelenik meg az intenzív black metal témákhoz visszakanyarodó negyedik Sear Bliss album Forsaken Symphony címmel. Nem csak a tengerentúlon és Nyugat-Európában, de az orosz Iron Musicnak köszönhetően a balti államokban és Oroszországban is kapható a lemez.
A zenekar ismét fellép a cseh Brutal Assault fesztiválon, a lemezbemutató turnén pedig a szintén Kelet-Európából sikeresen kitört lett Skyforger a Sear Bliss partnere a kontinens klubjaiban. 2003 márciusában először turnéznak főzenekarként a Benelux-államokban, majd áprilisban a Marduk, az Immolation és a Malevolent Creation előzenekaraként játsszanak Pesten. A koncertidőszakot követően már a következő album felvételein dolgozik a Sear Bliss a HSB stúdióban, ráadásul az időközben elismert hangmérnökként is nevet szerzett Scheer "Max" Viktor segíti őket.
2004. február 22-én Budapesten tartották a Sear Bliss 10 éves jubileumi koncertjét. A koncerten a jelenlegi felállást kiegészítve régi tagok is csatlakoztak a zenekarhoz a színpadon. Az előadásról videófelvétel készült, amely később a Decade of Perdition dvd-n látott napvilágot egy a zenekar történetét elmesélő közel háromnegyed órás dokumentumfilmmel együtt.
Augusztusban megjelenik az új album Glory and Perdition címmel, melynek két dalában ("Birth of Eternity" és "Shores of Death") a Tormentor és Mayhem zenekarok legendás frontembere Csihar Attila vendégszerepel. Az album világszerte pozitív kritikákat kap, közben pedig a "Two Worlds Collide" dalra elkészül a Sear Bliss első hivatalos videóklipje.

### A Candlelight-szerződés (2006-2008)
A legutóbbi album sikerei ellenére Csejtei Csaba gitáros ismét távozik a zenekarból. A helyére Kovács Péter érkezik a Killing Artból. Azonban 2006 legnagyobb híre a Sear Bliss táborban, hogy a zenekar három albumra a brit Candlelight Recordshoz szerződik, akik a stílus egyik legerősebb kiadója. Közben egy másik szerződés is köttetik, mégpedig a holland Vic Recordsszal, akik a három Mascot-kiadós album (The Pagan Winter, Phantoms, The Haunting) remasterizált és bónuszolt újrakiadását vállalták. A The Haunting egyes részeit ráadásul a Sear Bliss újra rögzítette, de ezek a kiadványok ezidáig még nem kerültek forgalomba.
Sheer Viktor produceri irányítása mellett 2007 márciusától készült a sorrendben hatodik Sear Bliss album, ezúttal már a Candlelight számára. Minden eddiginél hosszabb, négy hónapos munkát követően a The Arcane Odyssey album szeptember 24-én jelent meg. A lemez több külföldi szaklapban és internetes oldalon is megszerzi a "hónap lemeze" címet, a magyar internetes metal-portálok pedig "az év albumának" választották a HangSúly Zenei Díj szavazásán.
A koncertekkel telezsúfolt 2008-as év fő attrakciója a 15 éves jubileumi koncert, melyet a budapesti Avalon klubban rendeztek meg. A november végi koncert különlegessége volt, hogy 11 év után az eredeti Sear Bliss felállás is színpadra lépett a Csejtei-testvérekkel, Winterrel és Szűcs Gergellyel. A koncertről videófelvétel is készült, melyet dvd-n terveznek megjelentetni.
Még a jubileumi buli előtt távozott Kovács Péter gitáros. A megüresedett posztot a Watch My Dying zenekarból Kovács Attila töltötte be, aki 2009 márciusa óta számít hivatalosan is a Sear Bliss tagjának, miután kilépett a WMD-ból.
A Vic Records februárban a Glory and Perdition, áprilisban pedig a Forsaken Symphony albumokat jelentette meg újból Európában, mivel az eredetileg Red Stream kiadású anyagok korábban nagyrészt csak az USA-ban kerültek terjesztésre. A Forsaken Symphony lemezt a neves svéd metal zenész és hangmérnök Dan Swanö remaszterelte az újrakiadáshoz.

### Újabb változások (2009–2015)
2009. augusztus végén a rajongók számára teljesen váratlanul megbomlott a Sear Bliss egysége és a zenekaralapító Nagy András egyedül maradt. A távozó tagok együtt indítottak be új zenekart I Divine néven. Az év további részében a koncerteken korábbi Sear Bliss zenészek segítették ki a frontembert, így visszatértek a zenekar soraiba Barbarics János és Csejtei Csaba gitárosok, valamint dobosként Ziskó Olivér. Decemberre Bruszel Balázs személyében egy trombitás is csatlakozott a Sear Blisshez.
2011. július 21-én megkezdődtek a hetedik Sear Bliss-album felvételei. Két hónap folyamatos stúdiózást követően készült el az Eternal Recurrence címre keresztelt, kísérletezős hangvételű anyag, amely 2012 januárjában jelent meg. Az évet koncertezéssel töltötte az együttes, külföldön és belföldön egyaránt. 2013 júniusában újabb tagcseréket jelentett be a zenekar. Csejtei Csaba helyére Vigh Zoltán gitáros érkezett a Bornholmból, az új dobos Csejtei Gyula lett (a távozó gitáros testvére), míg négy év után visszatért a Sear Blissbe Pál Zoltán harsonás. Decemberben jubileumi koncerttel ünnepelték a zenekar fennállásának 20. évfordulóját.
2014-ben a Sear Bliss teljesen leállt, mivel Nagy András a szólóalbumának dalaival foglalkozott az Arkhē projekt keretében, melynek felvételei az év végén zajlottak. A lemez végül 2016 márciusában jelent meg a Nail Records kiadásában.

### Visszatérés (2016–napjainkig)
Az Arkhē projekt lezárása után a Sear Bliss újra koncertezni kezdett. Egy holland-német miniturnéval ünnepelték meg első nagylemezük megjelenésének 20 éves jubileumát úgy, hogy a koncerteken teljes egészében előadták a Phantoms album anyagát. Április végén a Marduk előtt játszottak Budapesten és több fesztiválon is felléptek. 2017-ben tovább koncertezett a zenekar, többek között áprilisban vendégként szerepeltek a Mayhem budapesti koncertjén, a Dürer Kertben.
2018 áprilisában jelentették be, hogy a Sear Bliss a holland Hammerheart lemezkiadóval kötött szerződést a nyáron megjelenő Letters from the Edge címet kapott új album kiadására. A lemez dalainak többségét még az előző év januárjában írták meg. A lemez felvételeit Scheer "Max" Viktor felügyelte, míg a maszterelést Dan Swanö végezte. Elsőként a Shroud című tételt hozták nyilvánosságra egy szöveges videó kíséretében. A zenekar októberben egy különleges koncerttel ünnepelte fennállásának 25. évfordulóját az Age Of Agony társaságában. Nem csak az új lemez dalait mutatták be, de az akkor éppen 20 éve megjelent The Haunting album is kiemelt szerepet kapott a programban. 2019 az intenzív koncertezés éve volt a Sear Bliss életében. A zenekar története során először szervezett magyarországi turnét, de játszottak Németországban, Csehországban, Hollandiában, Angliában és szintén első alkalommal Görögországban. A koncertszezon felvezetéseként áprilisban kiadták a Seven Springs dalhoz készült videoklipet.
2020 augusztusában a Fekete Zaj fesztiválon teljes egészében eljátszották a 25 évvel korábban kiadott The Pagan Winter demo dalait. Az A38 Hajón 2021 októberében adott Sear Bliss koncertet rögzítette a Magyar Televízió, ami aztán a következő év februárjában került adásba az M2 csatornán. Már az új nagylemez dalainak megírásán dolgozott a zenekar, amikor 2022 márciusában bejelentették, hogy Kovács Attila gitáros kilépett. A csapat nyári fesztiválkoncertjein Kertész Márton (Rivers Ablaze) segítette ki a zenekart. 2022 nyarán a holland Cosmic Key lemezkiadó vállalta fel a korai Sear Bliss albumok remaszterizált újrakiadását vinyl formában. Kertész annyira megtalálta a közös hangot a csapattal, hogy a készülő új album dalírási és lemezfelvételi folyamataiban is részt vett.  A kilencedik Sear Bliss nagylemez 2024 júniusában jelent meg Heavenly Down címmel. Októberben a Rivers Ablaze társaságában egy tíznapos Európa-turnét bonyolítottak le.
2025 májusában Vigh Zoltán gitáros 12 év után elhagyta a zenekart. Az év további koncertjein Erdélyi Péter (Archaic, Salvus) segíti ki a Sear Blisst.

## Tagok

### Jelenlegi tagok
- Nagy András – ének, basszusgitár, szintetizátor (1993–napjainkig)
- Kertész Márton – gitár (2024–napjainkig)
- Csejtei Gyula – dobok (2013–napjainkig)
- Pál Zoltán – harsona (2000–2009, 2013–napjainkig)

### Korábbi tagok
- Tóth Csaba – ének (1993)
- Keibinger Norbert – dobok (1993–1994)
- Csejtei Csaba – gitár (1994–1997, 2001–2006, 2009–2013)
- Csejtei Zoltán – ének (1994–1995), dobok (1995–1997)
- Barbarics János - gitár (1993-1999, 2009-2016)
- Winter – billentyűsök (1994–1995, 1995–1997)
- Szűcs Gergely – trombita (1994–1999), billentyűsök (1995, 1997–1999)
- Schönberger Zoltán – dobok (1997–2009)
- Scheer "Max" Viktor – gitár (1997–1999)
- Horváth P. András – gitár (1999–2000)
- Neubrandt István – gitár (2000–2009)
- Ziskó Olivér – billentyűsök (2001–2002), dobok (2009–2013)
- Kovács Péter – gitár (2006–2008)
- Bruszel Balázs – trombita (2009–2013)
- Kovács Attila - gitár (2008-2009, 2016-2022)
- Vigh Zoltán – gitár (2013–2025)

### Vendégzenészek
- Bertalan Balázs (Extreme Deformity) – dobok a The Pagan Winter demón (1995)
- Kovács Gábor (Demonlord) – gitár koncerten (1999)
- Török Attila (Amon Hen) – billentyűsök koncerten (1999)
- Bokros Péter – billentyűsök koncerten (1999)
- Pintér Róbert – trombita koncerten (1999)
- Varga Krisztián – gitár koncerten (2001)
- Csihar Attila – ének a Glory and Perdition albumon (2004)
- Kertész Márton (Rivers Ablaze) - gitár, koncerten (2022)
- Erdélyi Péter (Archaic, Salvus) - gitár, koncerten (2025)

## Diszkográfia
| Cím                                               | Típus       | Megjelenés dátuma    | Kiadó               |
| The Pagan Winter                                  | demo        | 1995. május          | szerzői kiadás      |
| Phantoms                                          | album       | 1996. augusztus      | Mascot/Two Moons    |
| The Pagan Winter + In The Shadow of Another World | újrakiadás  | 1997. február        | Mascot/Two Moons    |
| The Haunting                                      | album       | 1998. február        | Mascot/Two Moons    |
| Grand Destiny                                     | album       | 2001. április        | Nephilim Records    |
| Grand Destiny                                     | újrakiadás  | 2002. április        | Red Stream          |
| Forsaken Symphony                                 | album       | 2002. október        | Red Stream          |
| Glory and Perdition                               | album       | 2004. augusztus      | Red Stream          |
| Decade of Perdition                               | koncert dvd | 2005. május          | Red Stream          |
| The Arcane Odyssey                                | album       | 2007. szeptember 24. | Candlelight Records |
| Glory and Perdition                               | újrakiadás  | 2009. február        | Vic Records         |
| Forsaken Symphony                                 | újrakiadás  | 2009. április        | Vic Records         |
| Eternal Recurrence                                | album       | 2012. január 23.     | Candlelight Records |
| Letters from the Edge                             | album       | 2018. július 6.      | Hammerheart Records |
| Heavenly Down                                     | album       | 2024. június         | Hammerheart Records |

## Külső hivatkozások
- Facebook
- YouTube
- Instagram
- Metal Archives (nem hivatalos)
- Hivatalos honlap (Archiválva 2018. március 29-i dátummal a Wayback Machine-ben)